# Detlef Rahe
Detlef Rahe (* 1964 in Hamburg) ist ein deutscher Designer und Hochschullehrer.

## Biografie
1984 nahm Rahe das Studium an der Hochschule für Gestaltung in Schwäbisch Gmünd auf, Abschluss als Diplom-Designer (FH) 1988. Danach ging er als DAAD-Stipendiat an die HDK der Universität Göteborg und machte dort 1989 seinen Master of Fine Arts (MFA) in Design.
Von 1989 bis 1990 arbeitete er in der Forschung am Institute for Industrial Planning, Department für Architektur der Technischen Hochschule Chalmers in Göteborg und gründete gleichzeitig eine Agentur zusammen mit seiner Frau Ulrike Rahe. 1990 bis 1998 war Rahe als Leiter des Steinbeis Transfer Zentrum Design tätig. 1994 wurde er als Professor für System- und Produktdesign an den Fachbereich Design an der Hochschule Anhalt in Dessau berufen, wo er seit 1996 als Dekan die Konzeption und den Neuaufbau eines integrierten Designstudiums leitete. 1998 Wechsel als Professor für 3D-Design an die Hochschule für Künste Bremen, wo er seitdem auch das i/i/d (Institut für Integriertes Design) leitet. 1999 bis 2001 war Detlef Rahe als Gastprofessor für Industrial Design an der Högskolan för Design och Konsthandverk in Göteborg tätig.
Rahe wurde im Januar 2021 als Nachfolger von Ralf Dringenberg zum Rektor der HfG Schwäbisch Gmünd gewählt. Seine Amtszeit sollte im September 2021 beginnen. Die Besetzungsverhandlungen zwischen dem Ministerium und Rahe scheiterten allerdings im Juli 2021.
Rahe wurde in diverse Gremien und Kommissionen berufen und auch seine eigenen Arbeiten sind mit zahlreichen internationalen Design- und Architekturpreisen ausgezeichnet.

## Wirken
Rahe ist sowohl in der Lehre als auch in der angewandten Forschung und der Designpraxis tätig. Rahes Arbeitsspektrum reicht von Produkt- und Industriedesign über räumliche Gestaltung und Architektur bis hin zu visueller Gestaltung, Markenentwicklung, Kampagnen und Human-Machine Interfaces.
Durch seinen Ansatz, Design als Problemlösungsmethode zu verstehen und anzuwenden, bekam Detlef Rahe die Möglichkeit den Fachbereich Design in Dessau als Professor und Dekan neu wiederaufzubauen.
Dieser neu konzipierte Studiengang „integriertes Design“ setzte sich ebenfalls in Göteborg und auch in Bremen durch.

## Projekte (Auswahl)

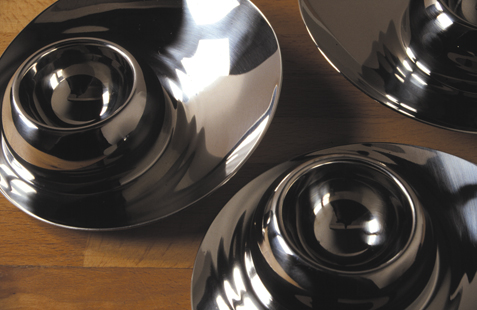
Eierbecher Impulse, WMF, 1991
Kakaonibsmühle, CMG 900, F.B. Lehmann Maschinenfabrik, 1993
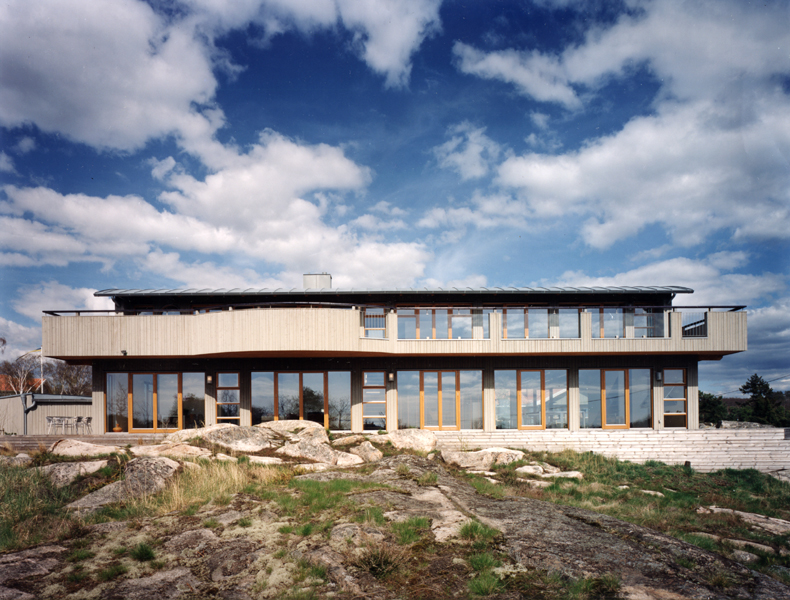
Wohn- und Atelierhaus, Göteborg, Schweden, 1994
Gas- und Elektroherdprogramm, Dessau No.1, Dessauer Gasgeräte DGG, 1996
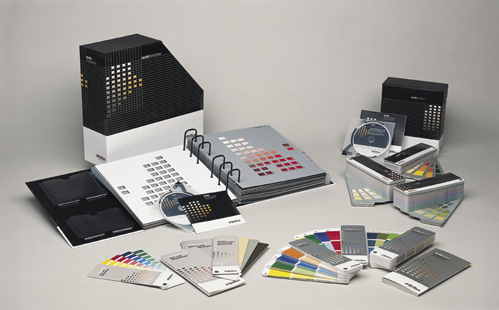
Scala Farbsystem, Brillux, 2001
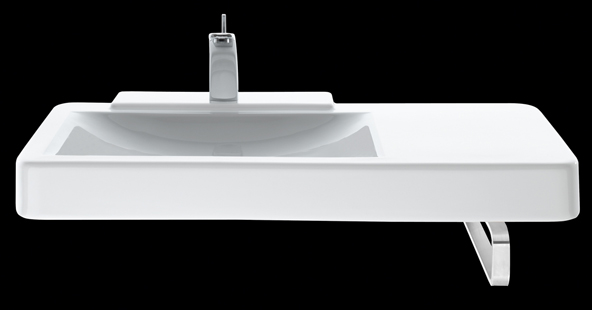
Akua line of bathroom objects, GC-Group, 2006
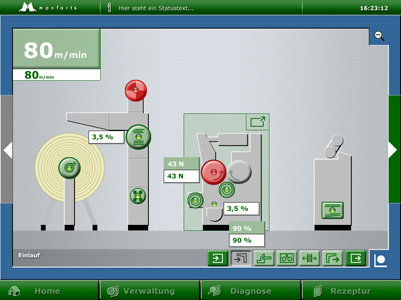
Nutzerorientiertes Interfacedesign, A. Monforts Textilmaschinen, 2006
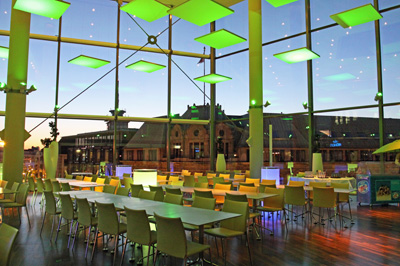
Interior Design, Sparkasse Bremen, 2007
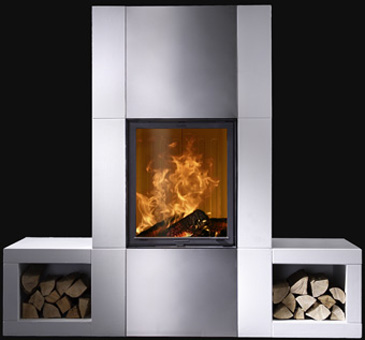
Contura 11&21, Nibe Kaminöfen, 2009
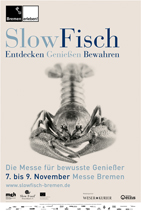
Plakat für die Messe für Genießer „SlowFisch“, 2009

## Auszeichnungen (Auswahl)
- 1989: BraunPreis
- 1992, 1993: Sächsischer Staatspreis für Design
- 1993 bis 1995, 1997: Roter Punkt für Hohe Designqualität
- 1993, 1995, 1998, 2002, 2004: iF Design Award
- 1994: Design Auswahl 94
- 1997: Internationaler Designpreis Baden-Württemberg Hannover
- 1998: iF Ecology Design Award
- 1998: 1. Preisträger des Architekturwettbewerbs Campus 2000
- 1999: 2-fache Nominierung für den Bundespreis Produktdesign
- 1999: 1. Preisträger des Einladungswettbewerbs zur Innenarchitektur
- 2000: Designpreis des Landes Sachsen-Anhalt
- 2000: Bundespreis Produktdesign
- 2001, 2002: Core Design Award
- 2001, 2002: Contract World Award
- 2002, 2007: red dot design award (communication design)
- 2002: Designpreis der Bundesrepublik Deutschland
- 2002: Societé des Artistes Décorateurs
- 2003: Innovationspreis Architektur und Technik
- 2003: Saarländischer Staatspreis für Design
- 2004, 2006, 2007, 2010, 2011: iF Communication Design Award
- 2007: 3P3D Die Goldene Flamme Nominee
- 2007: Good Design Award Chicago[7]